# Julien Simyan
Julien Simyan, né à Cluny (Saône-et-Loire) le 15 avril 1850  et mort à Paris le 20 juillet 1926, est une personnalité politique de la Troisième République française. Notable bourguignon, maire, conseiller général, député radical-socialiste, il est appelé par Georges Clemenceau en octobre 1906 pour occuper dans son gouvernement le poste de sous-secrétaire d'État aux Postes et Télégraphes, auprès du ministre des Travaux publics et des Postes et Télégraphes.
Il détient ce portefeuille ministériel de second plan durant près de trois ans. D'anonyme parlementaire qu'il était, plutôt classé dans la gauche de son parti, il est projeté au premier rang de l'actualité lors des grèves générales des postiers qui paralysent les PTT durant le premier semestre de l'année 1909.

## Biographie

### Jeunesse et entourage
Issu d'une vieille famille du Clunisois pourvoyeuse d'opposants républicains sous la Restauration puis pendant la monarchie de Juillet et sous le Second Empire, Julien Simyan fait des études de médecine.
Son fils aîné, Alfred, sous-lieutenant d'infanterie, est tué au combat fin août 1914 au col de la Chipotte. Un autre fils, âgé de 18 ans, caporal, est blessé en novembre de la même année.
Veuf, il est marié en secondes noces, de janvier 1923 jusqu'à sa mort, avec l'actrice Yvonne Sergyl .

### Carrière

#### L'élu de Saône-et-Loire
Fort du réseau tressé par son « clan », il mêle très rapidement activités professionnelles (il est médecin aliéniste), mandats électoraux locaux et direction de journaux dans le périmètre réduit de la région sud du département de Saône-et-Loire, le Mâconnais. Il dispose ainsi du soutien du principal quotidien radical du département, L'Union républicaine, édité à Mâcon. 
Maire de Cluny à plusieurs reprises, conseiller général du canton de Cluny, il est élu député de son département, une première fois en 1885, sur une liste radicale-socialiste, où il représente l'extrême gauche républicaine de cette mouvance. Ne se représentant pas lors des élections de 1889, il est battu en 1893, dans la 2e circonscription de l'arrondissement de Mâcon. Son rival, Pierre-Henri de Lacretelle, ancien compagnon de Lamartine, ne se représente pas lors des élections de 1898. Simyan est alors élu député et il est réélu régulièrement jusqu'à son élection comme sénateur de Saône-et-Loire en 1921. 
Dans son département d'origine, Julien Simyan apparaît longtemps comme un « extrémiste » du radicalisme. Son soutien, en 1901, aux mineurs de Montceau-les-Mines lors de la grève qui dure plus de trois mois, lui vaut cette réputation. Ainsi, le journaliste  anarchiste Charles Malato le présente de façon relativement bienveillante, sous les traits du « Dr Paryn », dans le roman militant qu'il écrit sur cet événement, La Grande Grève.
Le 19 décembre 1905, Julien Simyan devient l'un des six vice-présidents du comité exécutif du Parti républicain, radical et radical-socialiste (PRRRS).

#### Le sous-secrétaire d'État aux PTT
La presse de l'époque soutient que le nouveau patron des Postes et télégraphes aurait sans doute préféré l'Agriculture plutôt que le poste « technique » des PTT, où il dépend du ministre des Travaux publics, Louis Barthou. Pourtant, comme Clemenceau, il est bien accueilli, suivi d'une réputation qui le classe vers la gauche de l'hémicycle parlementaire.
Dès novembre 1906, tous les facteurs révoqués lors de la grève des facteurs de Paris d'avril 1906 sont réintégrés dans leur emploi. Mais Simyan multiplie rapidement les maladresses et provoque l'hostilité grandissante des postiers et télégraphistes, en présentant une réforme de l'avancement interne, en publiant des notes de service vexatoires, en rognant sur les « heures de nuit », etc. Un incident lors d'une manifestation des postiers ambulants sous les fenêtres de son administration, en mars 1909, provoque l'intervention de la police dans les salles mêmes du Central télégraphique parisien, rue de Grenelle, des arrestations et des condamnations immédiates d'emprisonnement de sept postiers. Parmi eux, le leader de l'Association générale des agents ambulants et son homologue du central télégraphique. Julien Simyan intervient personnellement dans les services et, selon des témoignages concordants, insulte des dames télégraphistes qui l'apostrophent.
La première grève massive de fonctionnaires français débute à la suite de cette accumulation de faux-pas. Clemenceau promet le renvoi de son sous secrétaire d'État pour calmer le jeu et mettre fin à la grève. Mais il n'en est rien : Julien Simyan garde sa place jusqu'à la chute du ministère. Toutefois, aucun chef de gouvernement ne se hasarde à proposer désormais une suite à la carrière ministérielle du député bourguignon.
Julien Simyan crée pendant son ministère une nouvelle boîte aux lettres en fonte, murale ou sur pied, reconnaissable à son décor : un coq sur la porte. Rapidement, la boîte est surnommée « simyanette ».

### Mort
Julien Simyan meurt à Paris le 20 juillet 1926. Il est inhumé dans le caveau familial au cimetière de Cluny, sous un grand sarcophage de pierre. 
Yvonne Sergyl, sa seconde épouse morte en 1986, est enterrée dans le même cimetière, sous le nom d'Yvonne Simyan-Lutaud . Toutefois, elle n'est pas inhumée dans le caveau de la famille Simyan, mais dans une tombe voisine, aux côtés du ministre Pierre Marraud. 

## Sources
- Voir les bibliographies des articles:
  - Syndicalisme français des PTT
  - Grèves des PTT
- L'Illustration, numéros des 20 et 27 mars 1909.
- « Julien Simyan », dans Adolphe Robert et Gaston Cougny, Dictionnaire des parlementaires français, Edgar Bourloton, 1889-1891 [détail de l’édition]
- « Julien Simyan », dans le Dictionnaire des parlementaires français (1889-1940), sous la direction de Jean Jolly, PUF, 1960 [détail de l’édition]
- Benoît Yvert: Dictionnaire des ministres (1789- 1989), Perrin, Paris, 1990.
- Christian Henrisey : Postiers en grèves, 1906 - 1909, CE Sud-Est PTT, Paris, 1995.
- Charles Malato : La Grande Grève, Paris, 1905. Ouvrage réédité en 1999 par les éditions Le Caractère en marche, à Montceau-les-Mines, avec une préface de Rolande Trempé.  (ISBN 2-910012-20-4)